# Santiago Lope

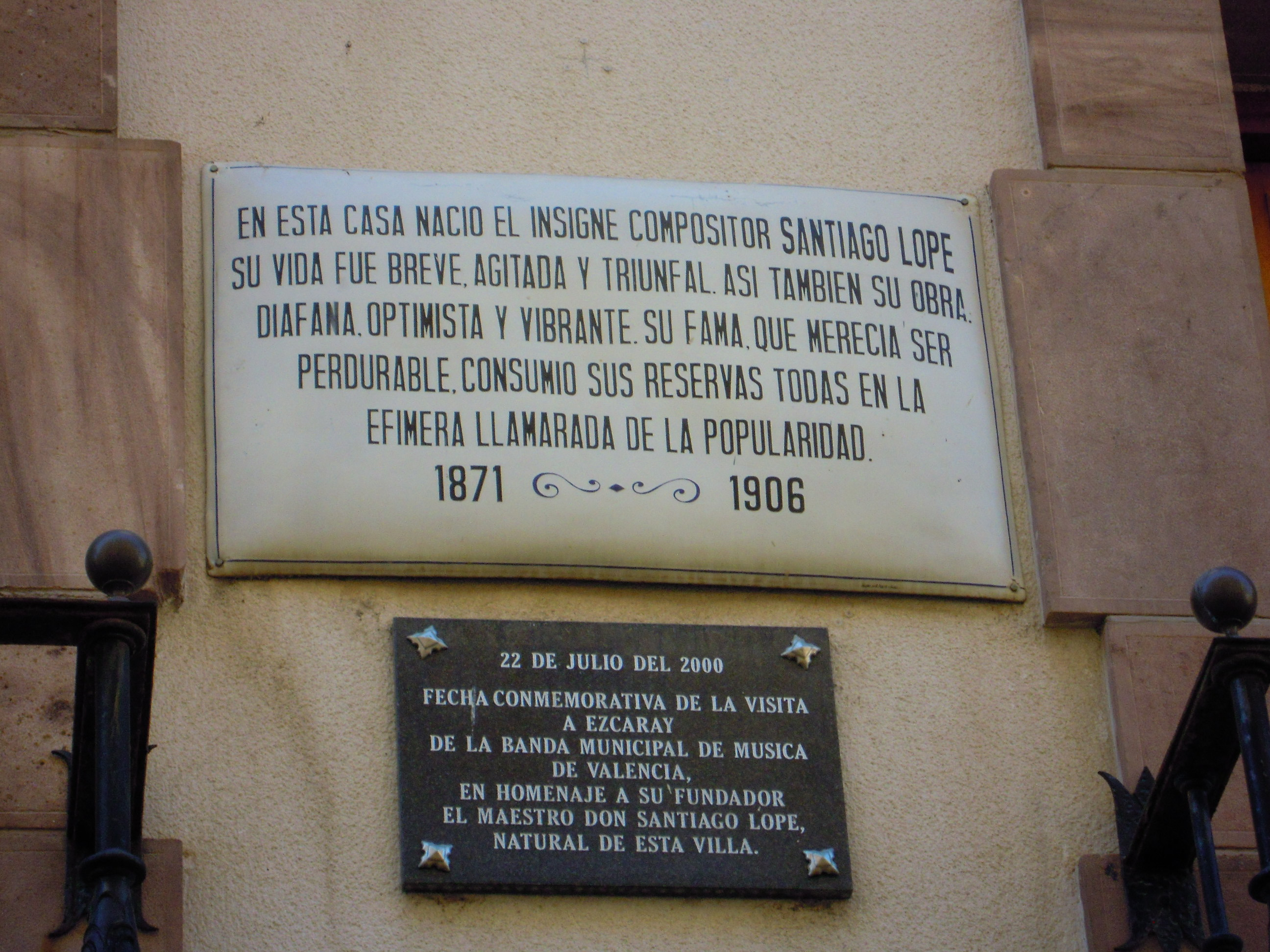
Placas conmemorativas en la fachada de la casa donde nació Santiago Lope, en Ezcaray

Santiago Lope Gonzalo (Ezcaray, 23 de mayo de 1871-Burjasot, 25 de septiembre de 1906) fue un compositor y director musical español y el primero en ocupar ese puesto en la Banda Municipal de Valencia.

## Biografía

### Primeros pasos
Santiago Lope nació en Ezcaray (La Rioja, España) el 23 de mayo de 1871. Hijo de Nicanor Lope Blas, un tejedor de paños, y de Amalia Gonzalo Villa. Inició su formación musical con Ángel de Miguel, el organista de la Iglesia Parroquial de Santa María la Mayor de aquella localidad.
Se ha afirmado que se integró en la Banda Municipal de Ezcaray cuando contaba 6 años, pero este dato es exagerado, puesto que esa banda no se constituyó formalmente hasta 1889-1890. A pesar de todo parece que llegó a formar parte de esa agrupación y tocaba el flautín.

### Madrid
A los doce años se trasladó a Madrid, en cuyo Real Conservatorio cursó estudios de violín con Jesús de Monasterio y de armonía y composición con Emilio Arrieta. En los exámenes de fin de curso de 1890, Santiago Lope figuraba entre los alumnos que habían obtenido la calificación de sobresaliente en la asignatura de armonía. También recibió un primer premio en armonía en el curso de 1892, cuando su profesor era Fontanilla. A los 15 años ingresó como violinista en la orquesta del Teatro Apolo de Madrid y en la apertura de la temporada de 1897 figura compartiendo la dirección de la orquesta de este teatro con Ramón Estellés al igual que en la temporada siguiente, y en la de 1900 cómo concertador, compartiendo las labpres de dirección con Rafael Calleja. De esta época datan sus primeras composiciones para el género chico, desde La Cancelada hasta Los Sobrinitos.

### Valencia
Tras una gira por Canarias, Santiago Lope aparecía, en la temporada de invierno 1902-1903, en el Teatro Ruzafa de Valencia, dirigiendo a la Compañía de zarzuela chica en obras de  José Serrano, Ruperto Chapí y Salvador Giner Vidal entre otros. En la temporada 1904-1905 compartió con Pepe Talavera la dirección de la misma compañía, que presentó tres de sus obras: El Cisne de Lohengrin, La Muñeca y La Corte de Trasmania. Combinó esta actividad con la dirección de la Banda Municipal de Valencia, puesto al que había accedido el año anterior.

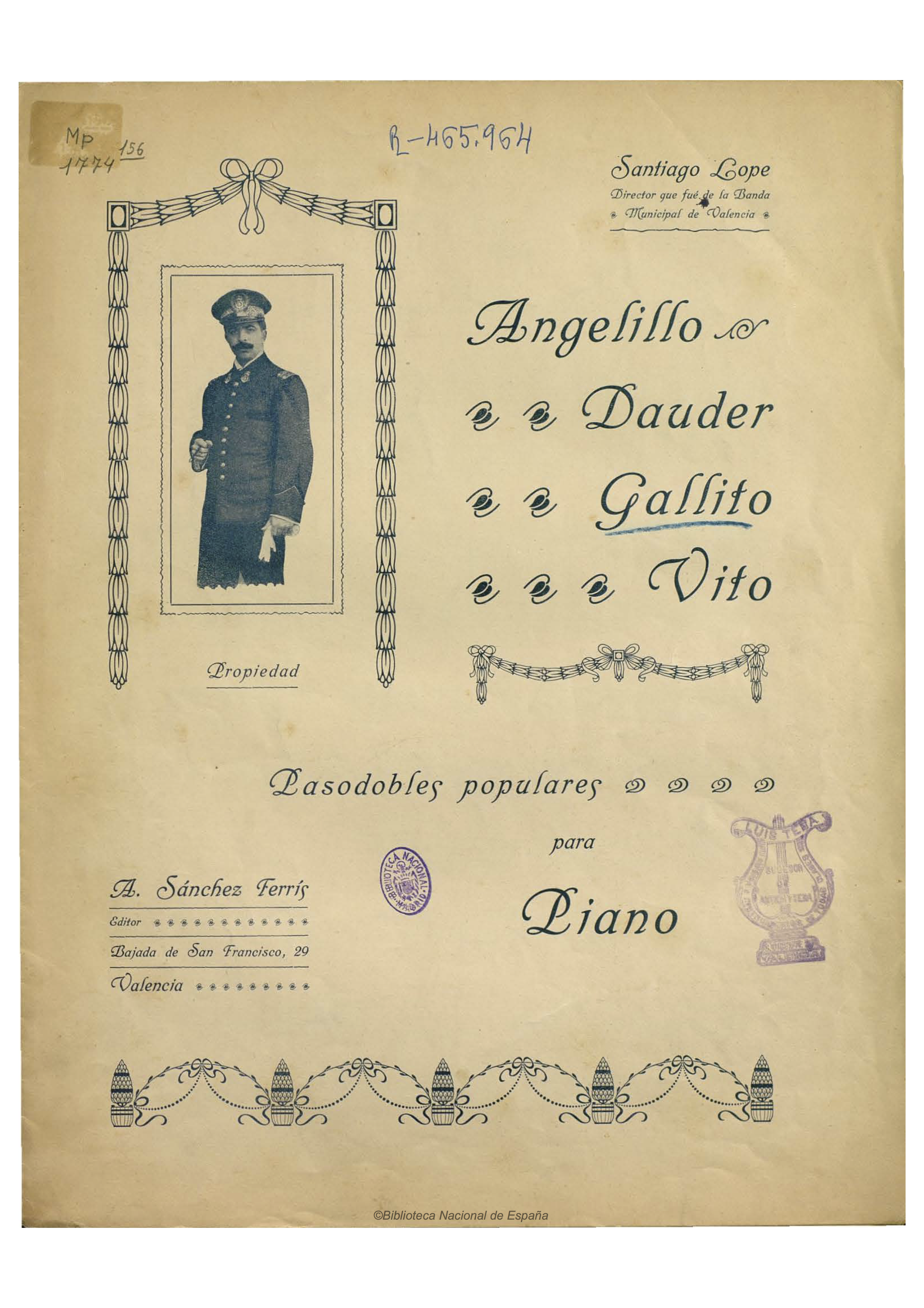
Retrato de Santiago Lope en la portada de una recopilación de sus pasodobles taurinos (ca. 1910)

#### Banda Municipal de Valencia
El 7 de agosto de 1902, el concejal Vicente Avalos Ruiz presentó ante el pleno del Ayuntamiento de Valencia una propuesta para la creación de una banda municipal de música, que fue aprobada cuatro días después. El 12 de enero de 1903 se aprobó el reglamento y las pruebas para la elección del director se iniciaron el 4 de mayo de ese año. Lope fue elegido entre nueve candidatos al tiempo que Salvador Giner era nombrado director artístico de la agrupación.
La presentación de la Banda Municipal de Valencia tuvo lugar el 8 de diciembre de 1903 y, entre otras obras, se estrenaron L’entrá de la murta (La entrada del mirto) un pasodoble compuesto para la ocasión por Salvador Giner  y el Capricho Sinfónico del propio Santiago Lope. El 13 de diciembre se celebró el primero de los conciertos populares que la Banda ofrecía en los jardines de la Glorieta de Valencia. Fue en esa serie de conciertos cuando Lope estrenó la marcha Gerona, el 22 de mayo de 1904, y luego Valencia, interpretada por primera vez el 18 de agosto de ese mismo año. Entre uno y otro había compuesto “Dauder” para celebrar la participación de ese diestro en la corrida de toros de la Feria el 28 de julio de 1904. En ese mismo año aparecía compartiendo con Ruperto Chapí y Antonio Sánchez Ferris la presidencia de honor de la Cámara Sindical de Artistas Músicos Unión Musical de Valencia.
Además de los conciertos semanales regulares, la Banda Municipal actuó por invitación en el Casino Mercantil de Zaragoza.
Al mes siguiente, Lope se vio obligado a solicitar 20 días de licencia y retirarse a Burjasot a causa de una persistente dolencia de estómago. El 26 de diciembre se reincorporó a la dirección de la banda y del Teatro Ruzafa pero en marzo de 1905, Lope hizo pública su renuncia a la dirección de la orquesta del Teatro Ruzafa mediante una carta abierta al director del diario El Pueblo, esgrimiendo motivos de salud. El 29 de junio de ese año, Lope interpretó con la Banda Municipal cuatro pasodobles dedicados a los diestros que participaron en la corrida organizada por la Asociación de la Prensa. Además de Dauder, que había compuesto y presentado el año anterior, estrenó Gallito, dedicado a Fernando Gómez Ojeda (Gallito II) Angelillo, para Ángel González y Vito, para Manuel Pérez.
El 24 de julio de 1905 presentó la dimisión como director de la Banda a causa de un malentendido con el entonces alcalde de Valencia, Eduardo Llagaría; al día siguiente se deshizo el entuerto y retiró su renuncia. En septiembre de 1905 la Banda Municipal de Valencia participó en el Certamen Internacional de Bandas celebrado en Bilbao. Su triunfo en los tres ejercicios alcanzó una gran repercusión popular. Poco después recayó en su enfermedad y le sustituyó Damián Gasó en los conciertos regulares de la Banda. Se reintegraría a su puesto en el concierto popular del 29 de abril de 1906. A lo largo de todo ese año se anunciaban a la venta reducciones al piano de sus pasodobles. Santiago Lope dirigió su último concierto el 11 de julio de 1906 en el Teatro Pizarro. Murió en Burjasot el 25 de septiembre de 1906 a causa de un cáncer de estómago.

## Obras

### Género chico y zarzuelas
- 1894: La candelada : zarzuela cómica en un acto y tres cuadros, en prosa, en colaboración con Pérez de la Rosa. Libro de Enrique García Álvarez y Antonio Paso. Estrenada en el Teatro Moderno el 14 de junio de 1894.[19]
- 1897: Escuela musical : zarzuela cómica en un acto y en verso. Libro de Enrique Prieto. Estrenada en el teatro Apolo de Madrid el 7 de abril de 1897.[20]
- 1897: Los autómatas : juguete cómico-lírico bailable en un acto y en prosa. Libro de Enrique Prieto Enríquez y Andrés Ruesga Villoldo. Estrenada en el Teatro Apolo de Madrid el 29 de mayo de 1897.[21] Inscrita en el Registro General de la Propiedad Intelectual durante el segundo trimestre de 1897 con el número 21.812.[22]
- 1897: La Venus Negra, opereta cómico-fantástica en un acto y seis cuadros escrita en colaboración con Estellés. Estrenada en el Teatro Príncipe Alfonso el 24 de agosto de 1897.[23]
- 1897: El idiota o la venganza de un bandido, zarzuela melodramática en tres actos y cinco cuadros. Libros de Ruesga y Prieto. Estrenada en el Teatro Apolo el 19 de diciembre de 1897.[24]
- 1897: Los botijistas : sainete lírico de costumbres madrileñas en un acto dividido en dos cuadros y un intermedio musical en prosa y verso. Libro de Antonio Casero y Alejandro Larrubiera.[25]
- 1898: Las aguas buenas: juguete lírico en un acto y en verso. Libro de Calixto Navarro. Estrenada en el Teatro Maravillas de Madrid el 5 de julio de 1898.[26]
- 1898: Los Altos Hornos, en un acto, tres cuadros y un verso. Libro de Sinesio Delgado. Estrenada el 12 de abril de 1898.[27]
- 1899: El abuelo de sí mismo. Estrenada en el Teatro Apolo el 28 de diciembre de 1899.[28]
- 1900: Las Planchadoras. Estrenada en el Nuevo Teatro el 20 de enero de 1900.[29]
- 1900: Los sobrinitos : juguete cómico-lírico en un acto y en verso,  en colaboración con Salvador Viniegra y Lasso. Libro de Manuel Soriano y Luis Falcato. Estrenada en el Teatro Romea de Madrid el 13 de enero de 1900.[30]
- 1902: La cuarta del primero. Estrenada en el Teatro Apolo el 20 de junio de 1902.[31]
- 1902: La virgen de la luz : zarzuela de costumbres canarias en un acto, dividido en tres cuadros, original y en prosa.  Libro de Antonio Paso y Diego Jiménez Prieto. Estrenada en el Teatro Eslava el 24 de diciembre de 1902.[32]
- 1902: La hija del bosque: zarzuela en un acto y en prosa. Libro de Mario Arozamena. Estreno en el Teatro Principal el 5 de febrero de 1902.
- 1903: Los zapatos blancos, en colaboración con Liñan. Libro de Aparicio y Colom. Estrenada en el Teatro Ruzafa de Valencia en marzo de 1903.[33]
- 1905: El Cisne de Lohengrin y La Muñeca. Libro de Antonio Sotillo y Juan B Pon. Estrenadas en el Teatro Ruzafa de Valencia el 7 de abril de 1905.[34]
- 1905: La corte de Transmania : zarzuela en un acto, dividido en cuatro cuadros en prosa y verso, escrita sobre el pensamiento de una comedia clásica extranjera. Libro de Antonio Sotillo y Juan B Pont. Estrenada en el Teatro Ruzafa de Valencia el 8 de abril de 1905.[35]

#### Otras obras de género chico
- La revolución

### Composiciones sinfónicas
- Capricho sinfónico (1903)
- Abanico
- Werter
- Alí-Babá
- Soir d’amour (valses)
- Esmeralda (mazurka)
- Bebé
- Tête a tête (valses)
- Ecos del pasado

### Pasodobles
- Valencia (estrenado el 8 de diciembre de 1903)
- Gerona (22 de mayo de 1904)
- Dauder (28 de julio de 1904)
- Gallito (29 de junio de 1905)
- Angelillo (29 de junio de 1905)
- Vito (29 de junio de 1905)
- Triana (8 de abril de 1906)
- Córdoba (sin datar).